# 共同决定
共同决定（德语：Mitbestimmung），德国等国家的劳资关系的一个法规。共同决定是为了保障每一个受到决策影响的人都能有参与决策权，帶有產業民主色彩。

## 法规规定
它规定所有大型企业的雇员代表都可参与企业的决定权。

## 法规效果
1. 有效地减少了罢工，使德国成为世界上罢工最少的国家。